# .bv
.bv là tên miền quốc gia cấp cao nhất (ccTLD) của đảo Bouvet. Nó được quản lý bởi UNINETT Norid nhưng chưa được sử dụng do đảo không có người ở.